# Arkadiusz Sobczyk
Arkadiusz Sobczyk (ur. 28 listopada 1965) – polski prawnik, radca prawny, profesor nauk prawnych, profesor Uniwersytetu Jagiellońskiego, specjalista w zakresie prawa pracy.

## Życiorys
W 1990 ukończył studia prawnicze na Wydziale Prawa i Administracji Uniwersytetu Jagiellońskiego. Studiował także ekonomię. W 1999 na WPiA UJ na podstawie napisanej pod kierunkiem Andrzeja Mariana Świątkowskiego rozprawy pt. Równość stron zobowiązaniowego stosunku pracy a rozwiązanie umowy o pracę bez wypowiedzenia otrzymał stopień naukowy doktora nauk prawnych w zakresie prawa, specjalność: prawo pracy. Tam też w 2006 uzyskał stopień doktora habilitowanego nauk prawnych w zakresie prawa. W 2015 prezydent RP Bronisław Komorowski nadał mu tytuł naukowy profesora nauk prawnych. Został profesorem zwyczajnym Uniwersytetu Jagiellońskiego. Stypendysta Fundacji Nauki Polskiej.
Od 1990 związany zawodowo z Uniwersytetem Jagiellońskim. Wykonywał zawód sędziego, przewodniczył wydziałowi wieczystoksięgowemu w Niepołomicach. Członek Komisji Kodyfikacyjnej Prawa Pracy i przewodniczący zespołu ds. opracowania projektu Kodeksu Pracy. Radca prawny. Od 2000 prowadzi własną kancelarię.
Wypromował troje doktorów.

## Wybrane publikacje
- Rozwiązanie umowy o pracę bez wypowiedzenia, Gdańsk 2005
- Zasady prawnej regulacji czasu pracy, Warszawa 2005
- Telepraca w prawie polskim, Warszawa 2009
- Rozwiązanie umowy o pracę bez wypowiedzenia, Gdańsk 2010
- Prawo pracy w świetle Konstytucji RP. Tom I. Teoria publicznego i prywatnego indywidualnego prawa pracy, Warszawa 2013
- Prawo pracy w świetle Konstytucji RP. Tom II. Wybrane problemy i instytucje prawa pracy a ochrona konstytucyjnych praw i wolności człowieka, Warszawa 2013
- Wolność pracy i władza, Warszawa 2015
- Państwo zakładów pracy, Warszawa 2017[9]
- Podmiotowość pracy i towarowość usług. Analiza prawna, Kraków 2018.
- RODO – rozproszona władza publiczna, Kraków 2019.
- Zakład pracy jako zakład administracyjny. Z problematyki kontroli, prawa wewnętrznego i innych zadań publicznych pracodawcy (zakładu pracy), Kraków 2020.
- Zarys systemu prawa pracy. Tom 2. Ustrój społeczno-gospodarczy II RP i ustrojowe prawo pracy, Kraków 2022.